# Bitva u Tassafarongy
Bitva u Tassafarongy byla jednou z námořních bitev druhé světové války v Pacifiku mezi japonským a spojeneckým námořnictvem. Někdy je nazývána jako Čtvrtá bitva u ostrova Savo. Odehrála se v noci 30. listopadu 1942.
Japonská situace v zásobování na Guadalcanalu byla čím dál tím horší. Proto se admirál Jamamoto rozhodl vyslat ke Guadalcanalu další Tokijský expres. Na ostrově Shortland se shromáždila skupina 8 torpédoborců pod velením kontradmirála Raizó Tanaky. 2 torpédoborce Naganami (vlajkový) a Takanami měly plnou výzbroj a 6 torpédoborců Suzukaze, Kawakaze, Kageró, Kurošio, Ojašio a Makinami bylo naplněno zásobami a zásoba munice byla redukována. Každý nesl pouze torpéda nabitá v torpédometech a náhradní torpéda pro znovunabití byla vyložena. Tato skupina vyplula ke Guadalcanalu 29. listopadu.

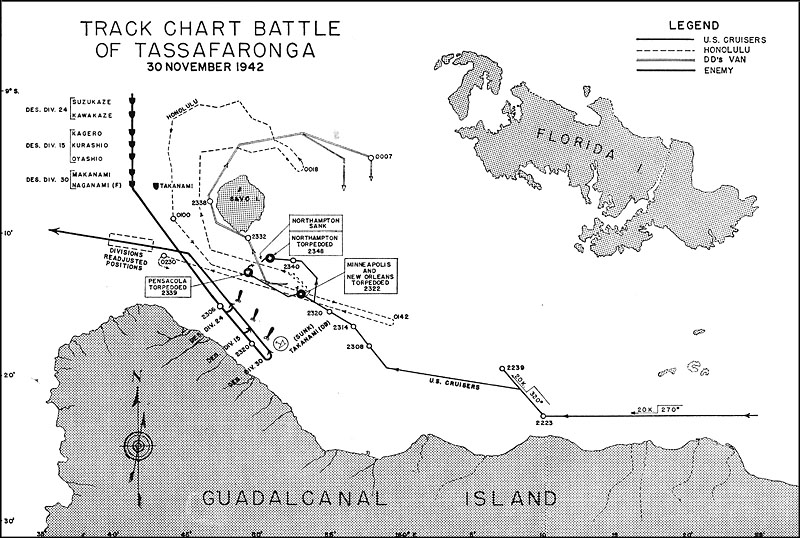
Mapa bitvy

Američané se o japonském přísunu zásob dozvěděli včas díky rozluštění japonského námořního kódu. Proti Tanakově skupině vyplul operační svaz TF 67 pod velením kontradmirála Wrighta. Skládal se z těžkých křižníků Minneapolis, New Orleans, Pensacola a Northampton, lehkého křižníku Honolulu a torpédoborců Fletcher, Drayton, Maury a Perkins.
Japonci připluli ke Gudalacanalu 30. listopadu v noci. Když zjistili, že u ostrova nejsou sami, začali shazovat do moře barely se zásobami, tak aby je proud a příliv vyplavily na pláže. V té době narazili na Wrightův svaz. V bitvě, která trvala téměř půl hodiny, ztratili Japonci torpédoborec Takanami. Ostatní torpédoborce nebyly zasaženy. Američané měli daleko těžší ztráty. Northampton se potopil, Minneapolis a New Orleans byly těžce poškozeny a musely odplout do Států, kde byly opravovány více než rok a poškozená Pensacola odplula do Pearl Harboru, kde byla opravována do října 1943.
Nad ránem zachránily americké torpédoborce Fletcher a Drayton 773 přeživších z těžkého křižníku Northampton. Mezi zachráněnými trosečníky byl i radista Jason Robards, pozdější slavný americký herec.
Toto vítězství Davida nad Goliášem ukázalo, že Japonci mají stále v nočních bitvách převahu a zejména v použití torpédoborců mají Američané ještě co dohánět.